# Saint-Malo-de-Phily
Saint-Malo-de-Phily ist eine französische Gemeinde mit 1.074 Einwohnern (Stand: 1. Januar 2022) im Département Ille-et-Vilaine in der Region Bretagne. Sie gehört zum Kanton Redon im Arrondissement Redon.

## Geographie
Sie grenzt im Nordwesten an Guignen, im Norden an Saint-Senoux, im Osten an Pléchâtel sowie im Süden und im Westen an Guipry-Messac. Das Siedlungsgebiet befindet sich auf ungefähr 100 Metern über Meereshöhe.

## Bevölkerungsentwicklung
| Jahr      | 1962 | 1968 | 1975 | 1982 | 1990 | 1999 | 2008 | 2013 |
| --------- | ---- | ---- | ---- | ---- | ---- | ---- | ---- | ---- |
| Einwohner | 1670 | 659  | 647  | 637  | 671  | 657  | 822  | 1056 |

## Sehenswürdigkeiten
Siehe auch: Liste der Monuments historiques in Saint-Malo-de-Phily

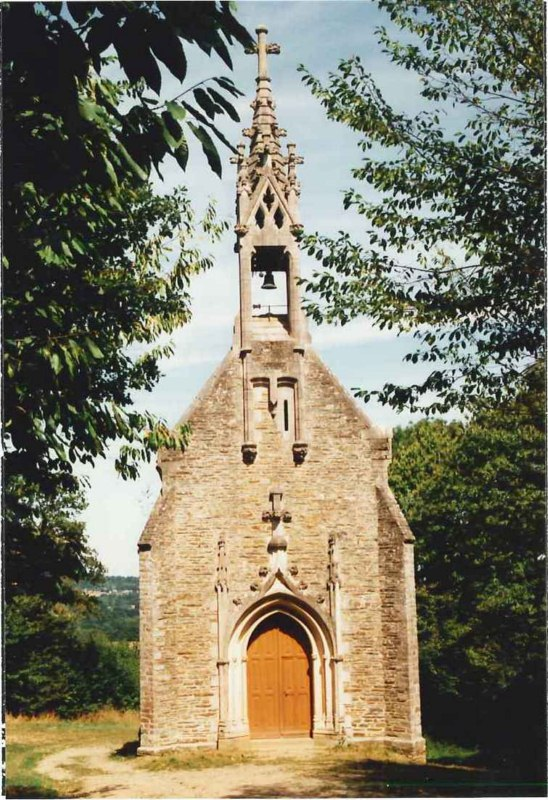
Kapelle Notre-Dame-de-Montserrat
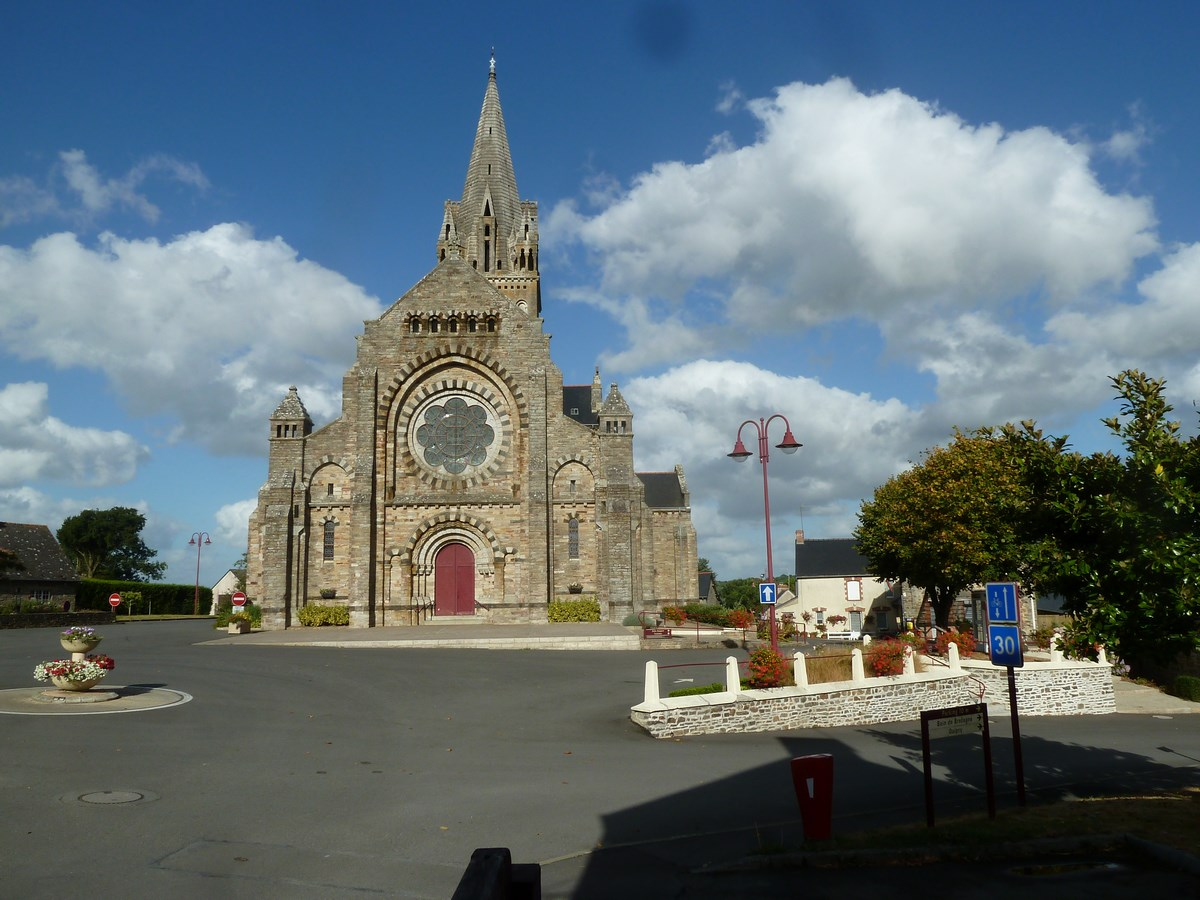
Kirche Saint-Malo
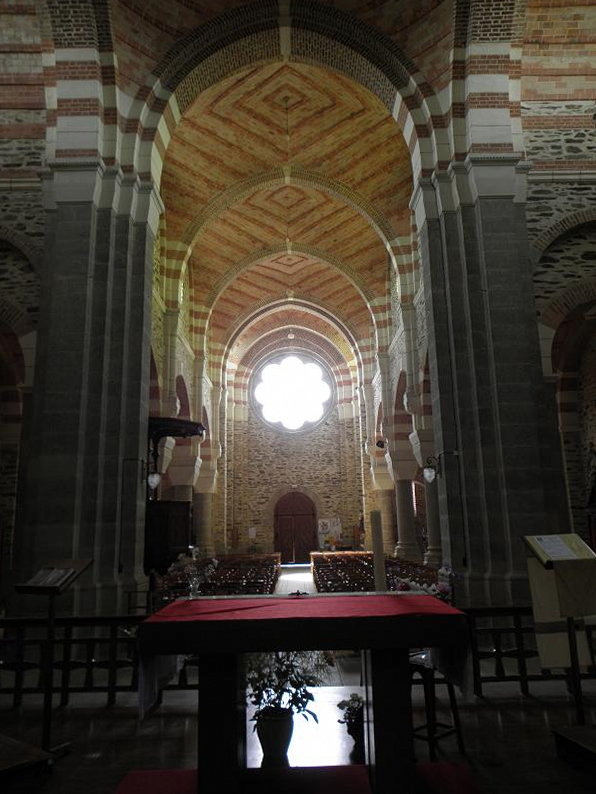
Innenansicht der Kirche

- Kapelle Notre-Dame-de-Montserrat
- Kirche Saint-Malo
- Innenansicht der Kirche